# Dansa dels Llauradors del Corpus Christi de València
La dansa dels Llaudaros, és una de les components del grup de les Dansetes, nom amb què es coneixen les danses interpretades per nens, que es realitza dins dels actes de la festa del Corpus Christi de la ciutat de València.
La majoria d'aquestes dansetes o balls infantils daten de les dècades centrals del segle xix, si atenem les seves característiques musicals, recordant moltes polques originàries del centre d'Europa. Aquesta dansa, com la resta de danses infantils participen a la Cavalcada del Convit.
Aquest ball igual que el dels Pastorets i els dels Arquets, constitueixen les tres danses que representarien el bucolisme romàntic, l'enyorança de la natura i la reivindicació del medi rural. Són danses de tipus ornamental que presenten figures coreogràfiques molt més senzilles que altres danses.

## Història
Aquestes dansetes no es van interpretar de manera continuada a les festes del Corpus de València, ja que aquestes han tingut força alts i baixos i canvis al llarg dels més de sis segles d'història. Als problemes organitzatius es van unir ja entrat el segle XIX problemes de conceptualització de la festa i la seva forma de viure's, cosa que va fer que moltes de les danses, les infantils incloses, deixessen de dur-se a terme.

## Descripció
Els dansaires són indistintament nens (dansa dels llauradors) o nenes (dansa de les llauradores), en nombre de vuit, vestits de llauradors de valència, i ballen acompanyats de panderetes, que fan sonar en diversos moments de la dansa.

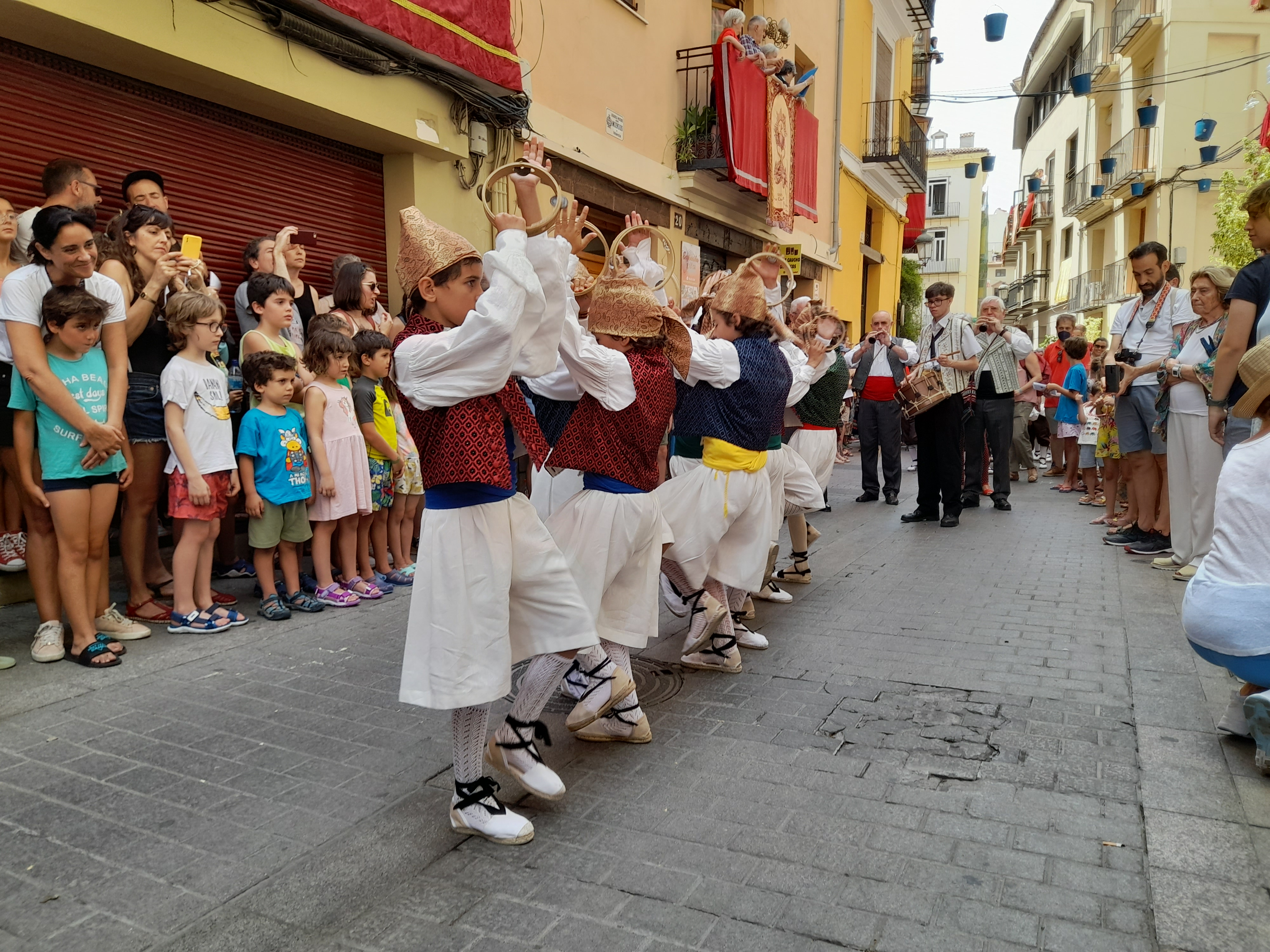
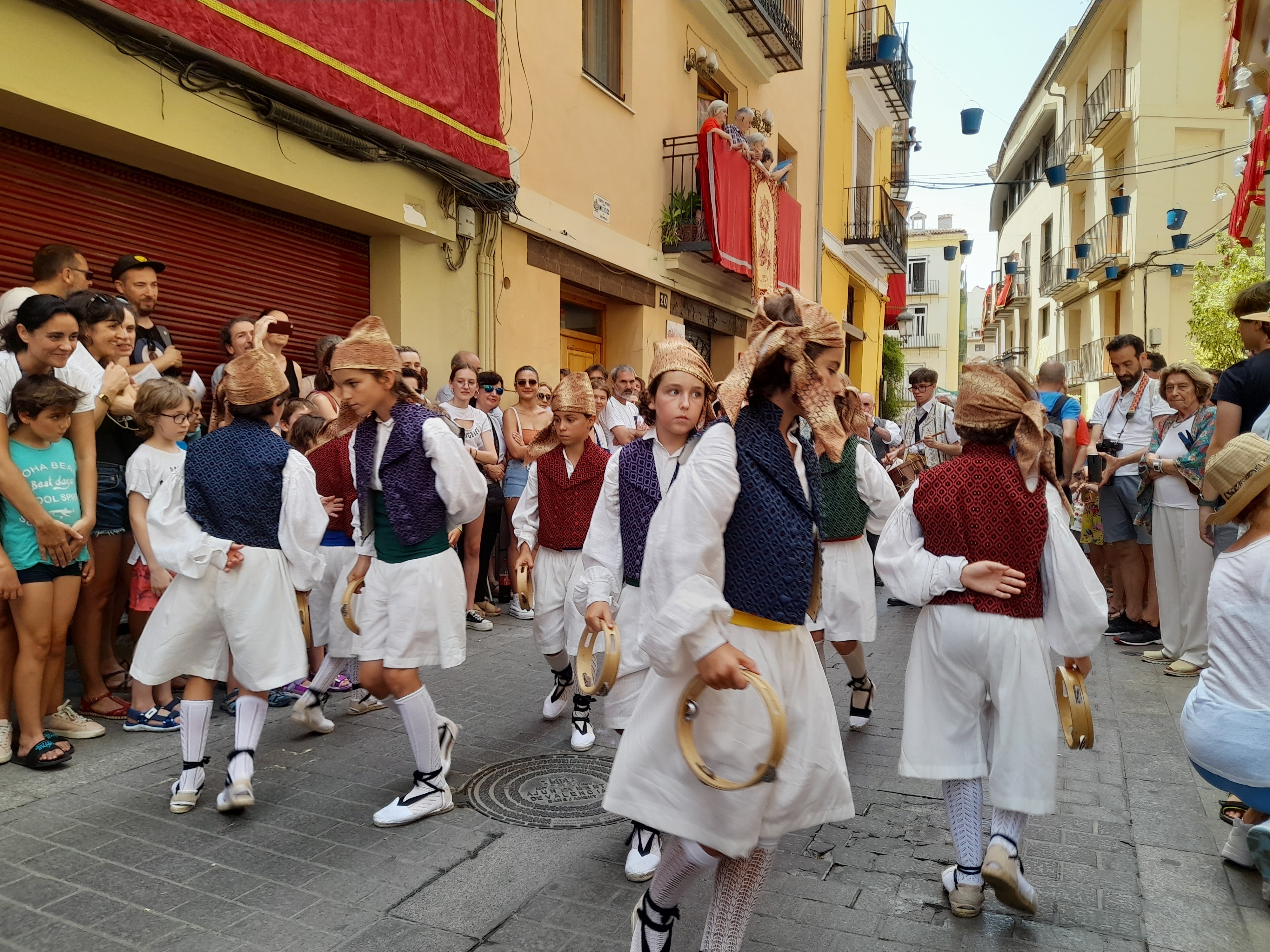
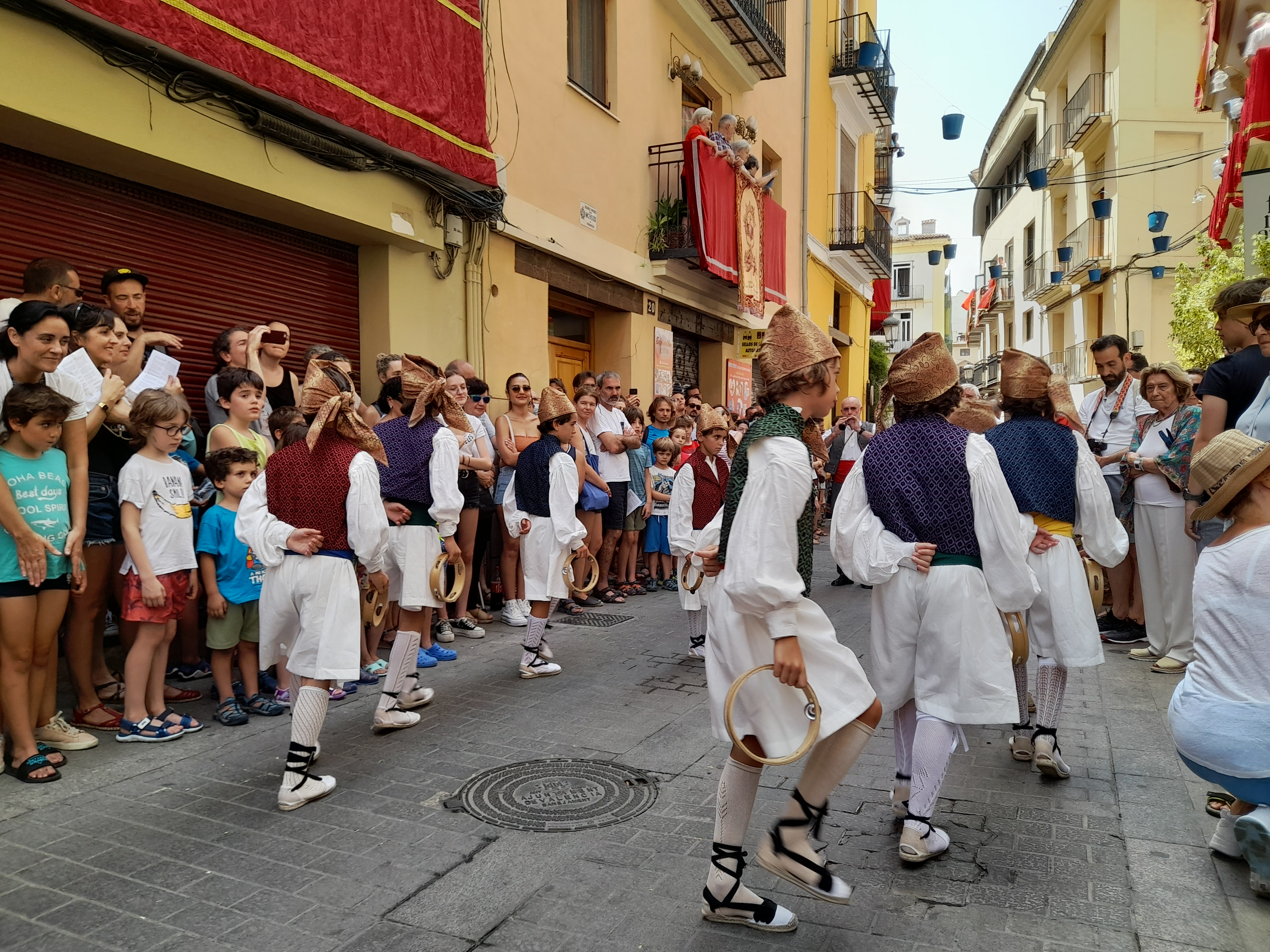
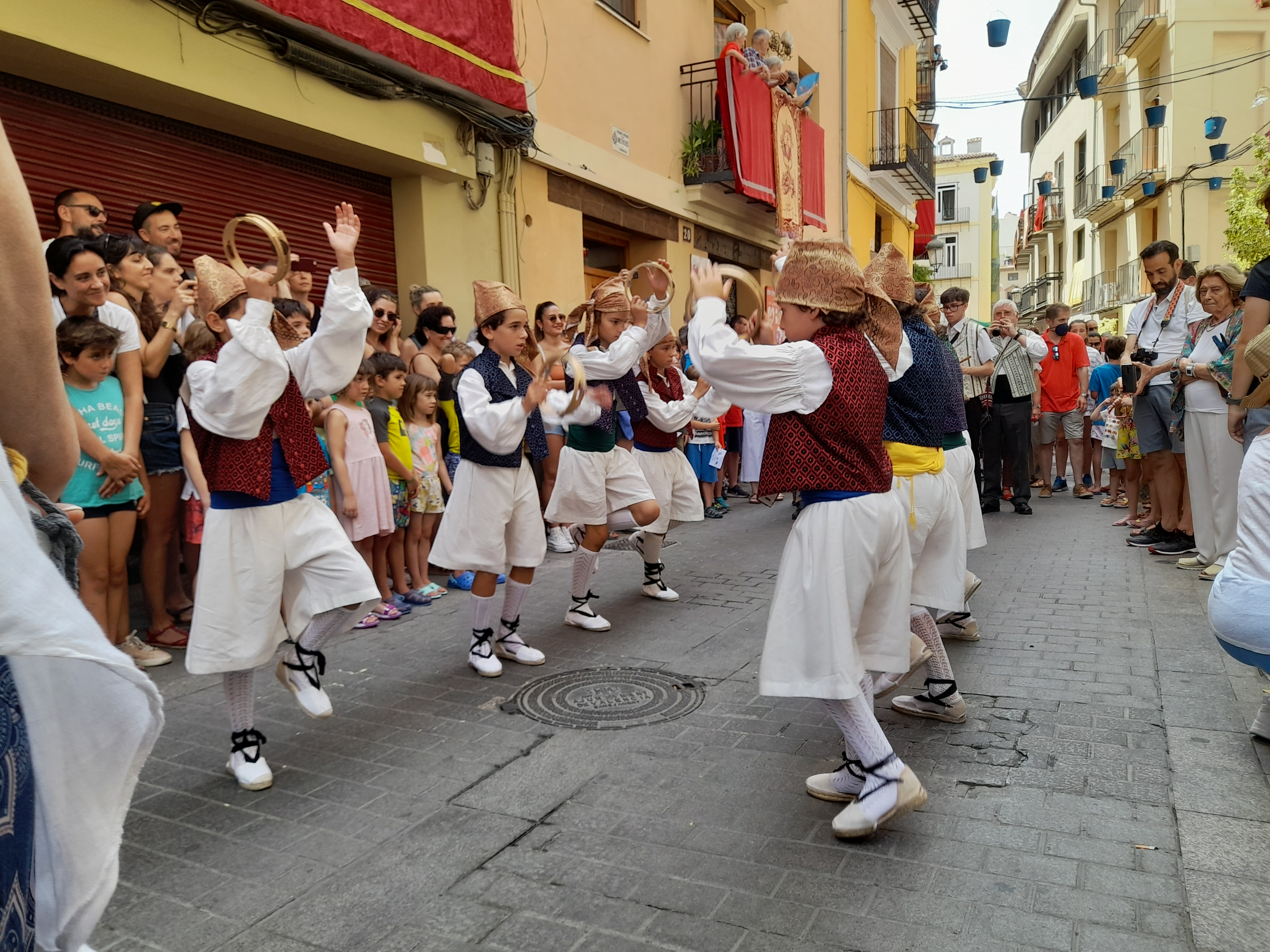
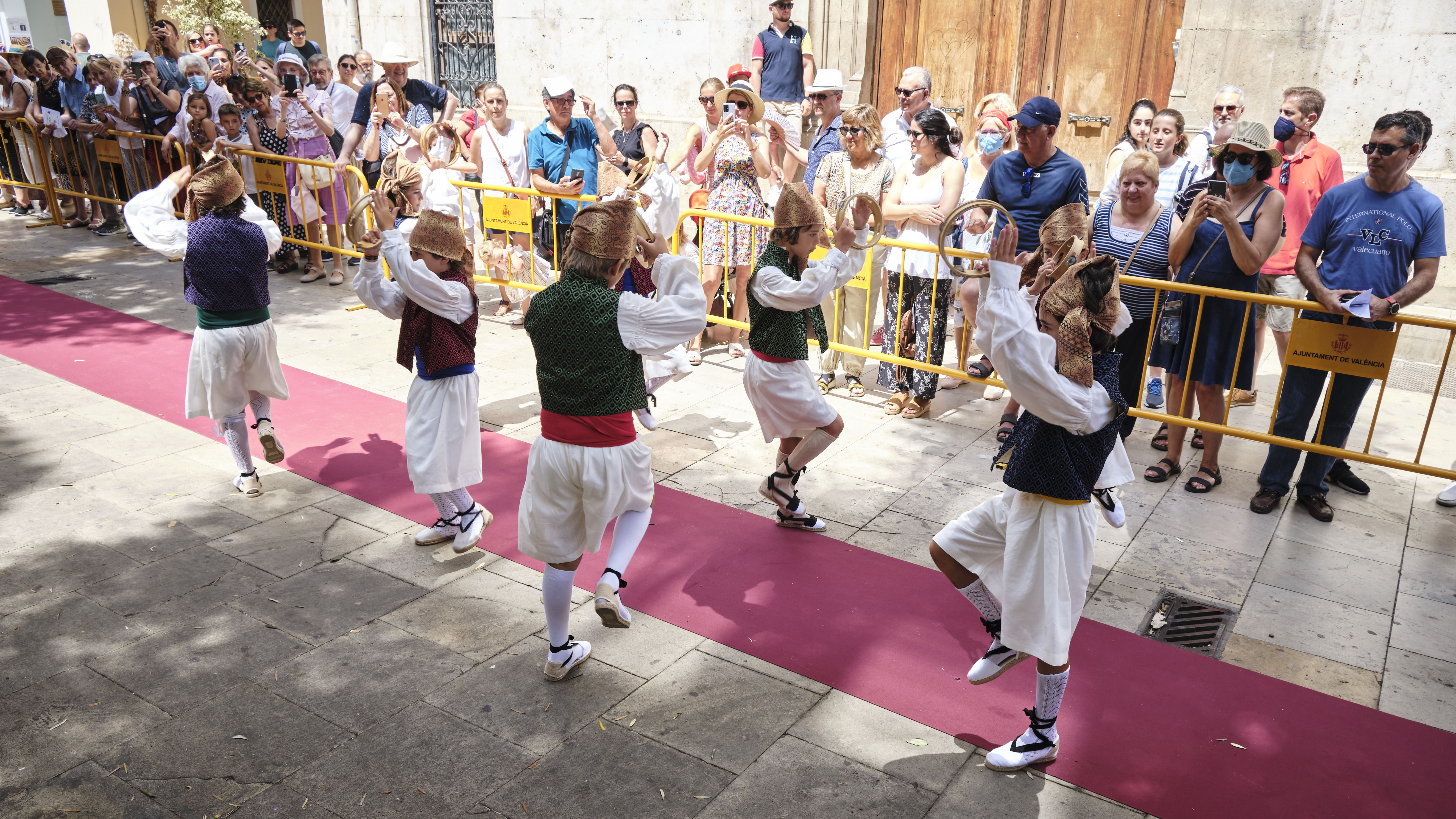

La composició d'aquesta dansa la va fer Fermín Pardo a terme de la documentació recollida pel pare Baixauli, va adoptar l'estructura coreogràfica de dos quadres per a l'execució de cadascuna de les figures, ja que és una estructura que es troba a moltes altres danses valencianes de tipus ritual o processional (com és el cas de la Dansa dels pastorets de Vilamarxant), fins i tot d'algunes danses de carrer (com les Danses de Xàtiva).
Les evolucions i moviments tant del preludi com del final s'assemblen moltíssims als de la dansa dels pastorets. A les figures, dutes a terme en files amb les panderetes en mà dels dansaires, alternant diferents jocs segons es tracte de figures, preludi o final, fent sonar les panderetes.